# Vampyroteuthidae
Vampyroteuthidae (лат.) — семейство головоногих моллюсков из отряда вампироморфов (Vampyromorpha), в которое включают единственный ныне живущий вид — адского вампира.

## Палеонтология

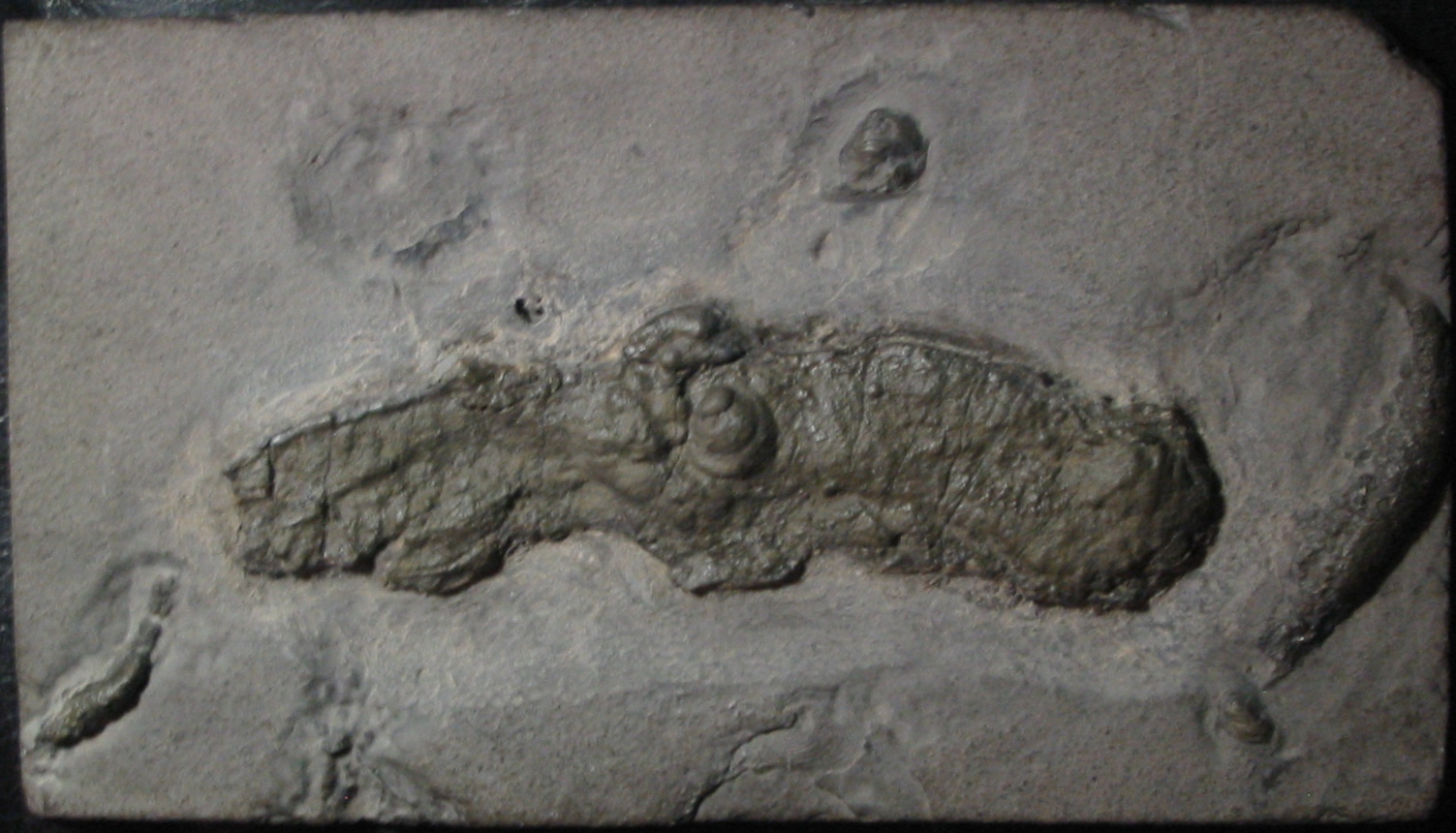
Отпечаток Vampyronassa rhodanica

Данные об ископаемых представителях семейства разнятся. Большинство ресурсов относят к семейству всего один вымерший род и вид:
- † Род Necroteuthis Kretzoi, 1942
  - † Вид Necroteuthis hungarica Kretzoi, 1942 — олигоцен Венгрии

Некоторые источники добавляют к семейству вымерший вид Vampyronassa rhodanica из среднеюрской эпохи.